# Simpulopsidae
Simpulopsidae is een familie van weekdieren uit de klasse van de Gastropoda (slakken).

## Geslachten
- Leiostracus Albers, 1850
- Rhinus E. von Martens, 1860
- Simpulopsis H. Beck, 1837

### Synoniemen
- Bulimulopsis Pilsbry, 1899 => Simpulopsis (Eudioptus) E. von Martens, 1860 => Simpulopsis H. Beck, 1837
- Eudioptus v. Martens in Albers, 1860 => Simpulopsis (Eudioptus) E. von Martens, 1860 => Simpulopsis H. Beck, 1837
- Paracochlea Hylton Scott, 1967 => Simpulopsis (Eudioptus) E. von Martens, 1860 => Simpulopsis H. Beck, 1837
- Pseudoglandina Weyrauch, 1967 => Simpulopsis (Eudioptus) E. von Martens, 1860 => Simpulopsis H. Beck, 1837